# Жан Венсан
Жан Венсан (фр. Jean Vincent; Лабевриер, 29. новембар 1930 — Сен Назер, 13. август 2013) био је француски фудбалер и тренер.

## Играчка каријера
Играјући првенствено са леве стране, Венсан је имао изузетно успешну каријеру на клупском и међународном нивоу, освајајући бројне титуле укључујући и полуфинале Светског првенства 1958. године.
Венсан је умро 13. августа 2013. у 82. години.